# ما هنوز اینجاییم
ما هنوز اینجاییم (انگلیسی: We Are Still Here) فیلمی در ژانر ترسناک است که در سال ۲۰۱۵ منتشر شد.